# Johann Froben

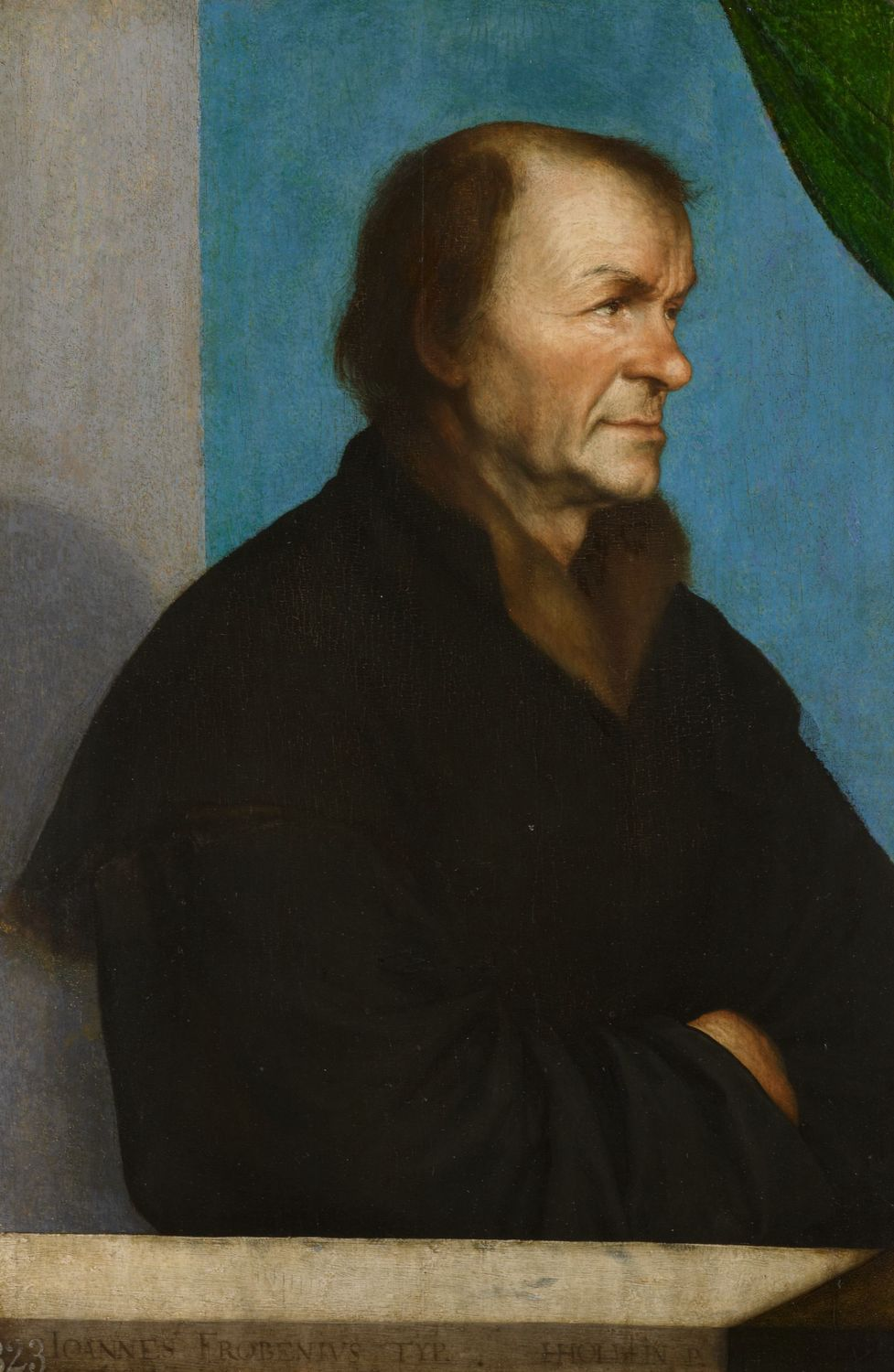
Retrato de Johann Froben por Hans Holbein el Joven, 1520-26. Froben encargó a Holbein varias ilustraciones para los libros por él impresos.

Johann Froben, en latín: Johannes Frobenius (Hammelburg, Franconia, hacia 1460-Basilea, Suiza, 27 de octubre de 1527) fue un famoso impresor y editor de Basilea.

## Biografía
Después de terminar sus estudios universitarios en Basilea, donde conoció al famoso impresor Johann Amerbach (c. 1440-1513), Froben abrió una imprenta en la ciudad alrededor de 1491, que pronto logró reputación europea por su precisión y gusto. En 1500 se casó con la hija del librero Wolfgang Lachner, con el cual formaría posteriormente una sociedad. 
Fue amigo de Erasmo, con quien compartió casa en Basilea y a quien imprimió sus obras desde 1514, mientras que Erasmo le ayudó a supervisar las ediciones que realizó de san Jerónimo, san Cipriano de Cartago, Tertuliano, san Hilario de Poitiers y san Ambrosio de Milán. Su edición del Novum Testamentum de Erasmo (1519) fue usada por Martín Lutero para su traducción. 

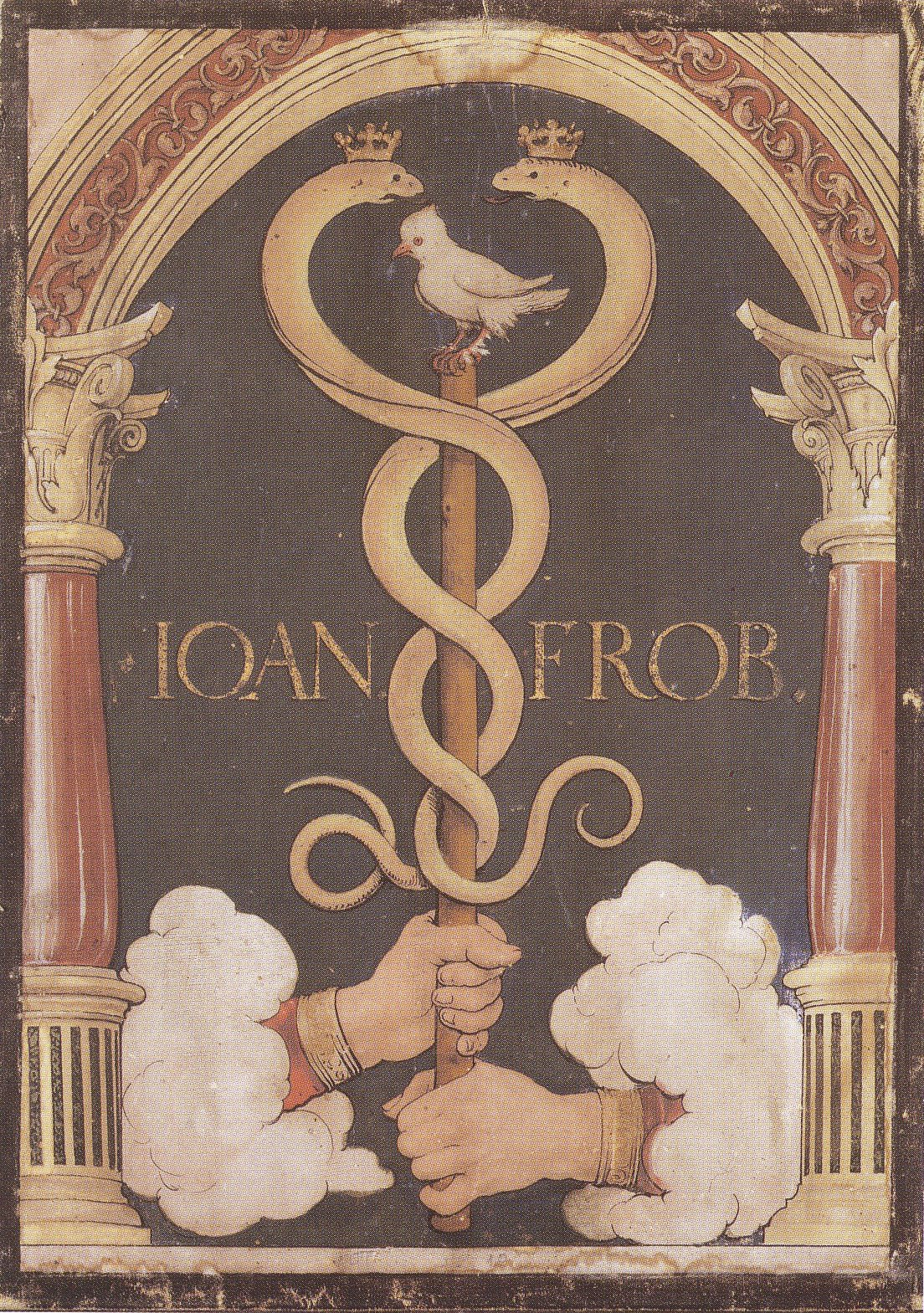
Plancha de imprenta de Johann Froben, por Hans Holbein el Joven, c. 1523.

Froben empleó a Hans Holbein el Joven como ilustrador de sus textos, así como a los xilógrafos Jakob Faber y Hans Lützelburger. Holbein pintó un retrato de Froben, c. 1522-23, probablemente como pareja del retrato que pintó de Erasmo; el original no ha sobrevivido pero sí algunas copias del mismo. 
Froben tenía planeado imprimir ediciones de los Padres de la Iglesia. Sin embargo, no vivió para llevarlo a cabo, aunque su hijo Hieronymus Froben y su yerno Nikolaus Episcopius lo consiguieron, realizando un trabajo encomiable. Froben murió en octubre de 1527 en Basilea.

## Legado
El trabajo de Froben en Basilea hizo de la ciudad, en el siglo XVI, centro destacado del comercio de libros en Suiza. En una carta conservada de Erasmo, escrita en el año en que murió Froben, el autor ofrece un resumen de la vida de Froben y describe su carácter; en ella, Erasmo menciona que su dolor por la muerte de su amigo era más profundo que el que había sentido por la pérdida de su propio hermano, añadiendo que todos los apóstoles de la ciencia deberían estar de luto. La epístola concluye con un epitafio en griego y latín.